# Alberto Migré
Felipe Alberto Milletari Miagro (Buenos Aires; 12 de septiembre de 1931-Buenos Aires, 10 de marzo de 2006), más conocido como Alberto Migré, fue un autor y productor de televisión argentino, autor de varias de las telenovelas más exitosas de la televisión argentina.

## Biografía
Alberto nació en el seno de una familia piamontesa. La familia de su padre Don Milletari llegaba a Buenos Aires desde Italia cuando conoció a su esposa, la hija menor de los Miagro, otra familia piamontesa establecida en Córdoba que había llegado de Italia desde Brasil. 
Alberto pasó una infancia agradable, rodeado de libros de historia y filosofía, una pasión de su madre, y la gran influencia emprendedora de su padre le dieron una educación adecuada la cual le fue muy útil al momento de iniciar su vida profesional. Al comienzo de su carrera literaria, por aviso de sus colegas y mentores, decidió cambiar su nombre de nacimiento "Felipe Alberto Milletari Miagro" y adoptar el seudónimo de "Alberto Migré" adoptando su segundo nombre y un derivado piamontés del apellido de su madre "Miagro", lo cual le ha dado mucho éxito. 
Comenzó su carrera en radio, donde intervino en numerosos radioteatros; debutó como autor a los 15 años de edad, con una obra en Radio Libertad interpretada por Chela Ruiz y Horacio Delfino. Seguiría activo en este medio hasta su muerte.
Cobró enorme popularidad en los años 60, con otros consagrados autores del género teleteatral como Abel Santa Cruz (autor de El hombre que volvió de la muerte), Nené Cascallar (autora de El amor tiene cara de mujer), Delia González Márquez (autora de Un mundo de 20 asientos) y Alma Bressan (autora de Señorita Andrea).
Entre los mayores éxitos de una carrera con más de 700 libretos, se destacan Rolando Rivas, taxista, que se emitió entre 1972 y 1973 y fue protagonizada por Claudio García Satur y Soledad Silveyra (en el segundo año la protagonista femenina fue Nora Cárpena), y Pobre diabla, emitida a fines de 1973 y durante el siguiente año, la cual fue protagonizada por Soledad Silveyra, Arnaldo André, Fernanda Mistral y China Zorrilla. En sus tramas supo incluir temas que no eran habituales en la TV argentina, como la guerrilla y la violencia política de los años 70. 
Durante sus últimos años Migré fue presidente de Argentores, la asociación que nuclea a los autores en Argentina. 
En 2001 fue nombrado Ciudadano Ilustre de la Ciudad Autónoma de Buenos Aires.

## Fallecimiento
Gravemente enfermo del corazón, a los 74 años falleció de un paro cardíaco mientras dormía, en Buenos Aires.

## Filmografía

### Televisión
- Piel naranja... años después (2004) con Arnaldo André y Leonor Benedetto.
- Pobre diabla (2000) con Angie Cepeda, Salvador del Solar y Arnaldo André
- Louca Paixão (1999)
- El Rafa con Arturo Puig, Paola Krum y Gastón Pauls
- Alguna vez tendremos alas (1997) versión mexicana de Una voz en el teléfono
- Antônio Alves, Taxista (1996) versión brasileña de Rolando Rivas, taxista
- Son cosas de novela (1996) (escritor y productor)
- Leandro Leiva, un soñador (1995) con Miguel Ángel Solá, China Zorrilla y Carlos Estrada.
- Inconquistable corazón (1994) coautor Víctor Agú. Con Pablo Rago y Paola Krum.
- Esos que dicen amarse (1993) con Raúl Taibo y Carolina Papaleo.
- Fiesta y bronca de ser joven (1992) con Rubén Stella y Laura Novoa.
- Pobre diabla (1990) con Jeannette Rodríguez y Osvaldo Laport
- Una voz en el teléfono (1990) con Raúl Taibo y Carolina Papaleo
- No va más... la vida nos separa (1988) (escritor y productor) con Nora Cárpena y Juan Carlos Dual
- Sin marido (1988) con Patricia Palmer y Gustavo Garzón
- Ella contra mí (1988) con Gustavo Garzón y Carolina Papaleo - Gustavo Garzón y Liliana Weimer
- La cuñada (1987) con María del Carmen Valenzuela y Daniel Fanego.
- Cuando vuelvas a mí (1986) con Arturo Puig, Ana María Cores y Mariana Karr
- El hombre que amo (1986) con Germán Krauss, Silvia Kutika y Stella Maris Closas
- Amor prohibido (1986) versión libre de Maestro & Vainmann. Con Verónica Castro y Jean Carlos Simancas.
- Tal como somos (1984) (escritor y productor)
- Sola (1983) con Zulma Faiad y Francisco Llanos.
- Un hombre como vos (1982) con Claudio García Satur y María del Carmen Valenzuela.
- Celos (1982) versión chilena de Piel naranja.
- Fabián 2 Mariana 0 (1980) con Arnaldo André y María Leal
- Chau, amor mío (1979) con Soledad Silveyra y Arturo Puig
- Vos y yo, toda la vida (1978) con María del Carmen Valenzuela y Arturo Puig
- El tema es el amor (1977) (escritor y productor)
- Pablo en nuestra piel (1977) con María del Carmen Valenzuela y Arturo Puig
- El hombre que yo invente (1977) con Maria Aurelia Bisutti y Arnaldo Andre
- Los que estamos solos (1976) con Nora Cárpena y Arnaldo André
- Piel naranja (1975) con Arnaldo André, Marilina Ross y Fernanda Mistral
- Tu rebelde ternura (1975) con Soledad Silveyra y Antonio Grimau
- Dos a quererse (1974) con Thelma Biral, Claudio García Satur y Fernanda Mistral
- Mi hombre sin noche (1974) con Soledad Silveyra y Arnaldo André
- Pobre diabla (1973) con Soledad Silveyra , Arnaldo André y Fernanda Mistral
- Mariano Marzán, un médico de Buenos Aires, 8 capítulos: Noviembre y diciembre de 1972.
- Rolando Rivas, taxista (1972/1973) con Claudio García Satur y Soledad Silveyra - Claudio García Satur y Nora Cárpena
- Un extraño en nuestras vidas (1972) (escritor y productor)
- Nacido para odiarte (1971) con Silvina Rada
- El adorable profesor Aldao (1970) con Julio Alemán y Regina Alcóver
- Mis tres amores (1971)
- Esta noche... miedo (1970)
- Inconquistable Viviana Ortiguera (1970)
- El hombre que me negaron (1970) (escritor y productor)
- Trampa para un play boy (1969) (escritor y productor)
- Cuando vuelvas a mí (1969) (escritor y productor)
- Adorable profesor Aldao (1968) Alberto Martín y Beatriz Taibo
- La pulpera de Santa Lucía (1968)
- Mujeres en presidio (1967) (escritor y productor)
- Lo mejor de nuestra vida... nuestros hijos (1967) (escritor y productor)
- Desesperadamente vivir ( 1967) canal 9 con Bredeston, Fernanda Mistral y Jorge Barreiro
- Su comedia favorita (1965) (escritor y productor)
- O Pintor e a Florista (1964)
- É Proibido Amar (1964)
- El hogar que nos negamos (1964)
- Acacia Montero (1964) (escritor y productor)
- Tu triste mentira de amor (1964)
- 2-5499 Ocupado (1963)
- Dos a quererse (1963)
- Casi un milagro de amor (1963) con Beatriz Día Quiroga y Rodolfo Salerno
- Altanera Evangelina Garret (1962)
- Silvia muere mañana (1962)
- Amelia no vendrá (1962)
- Aquí a las seis (1962)
- El 0597 está ocupado (1963) La primera telenovela Colombiana
- 0597 da ocupado (1950)

### Cine
- Cargo de conciencia (2005)
- Rolando Rivas, taxista (1974)
- Ese que siempre está solo (1964)

## Radioteatro
- "Altanera Evangelina Garré", Con Graciela Araujo, Blanca Largota, Osvaldo Pacheco y Atilio Marinelli.
- "Permiso para imaginar", ciclo de historias unitarias. Radio Belgrano.
- El octavo no mentir. Con Carlos Girini.
- "No quiero vivir así", con Hilda Bernard y Oscar Casco. Radio El Mundo.
- 10 horas de amor y espanto. Con Carlos Girini.
- Silvia muere mañana. Con Carlos Girini.
- "Alguien para querer", con Hilda Bernard y Fernando Siro. Radio El Mundo.
- Cuatro calles y el cielo . Con Carlos Girini.
- Lo mejor de nuestra vida... nuestros hijos. Ciclo de historias unitarias. Con Delia Villar y Julio César Barton. Radio El Mundo.
- Sin marido. Con Carlos Girini.
- Que pequeño que era tu nombre. Con Carlos Girini.
- El Teatro Palmolive del aire. Ciclo de historias unitarias, con Mabel Landó. Radio El Mundo.
- Más cerca, más tuyo. Con Carlos Girini.
- El desafío. Con Carlos Girini.
- El divorcio. Con Carlos Girini.
- Tal como somos. Con Carlos Girini.
- Desamparada. Con Carlos Girini.
- Cuando el amor es mentira. Con Carlos Girini.
- Un marido para Diana Gálvez. Con Carlos Girini.
- El precio de ser otra. Con Carlos Girini.
- Mi mujer recibe anónimos. Con Carlos Girini.